# De Astronomica

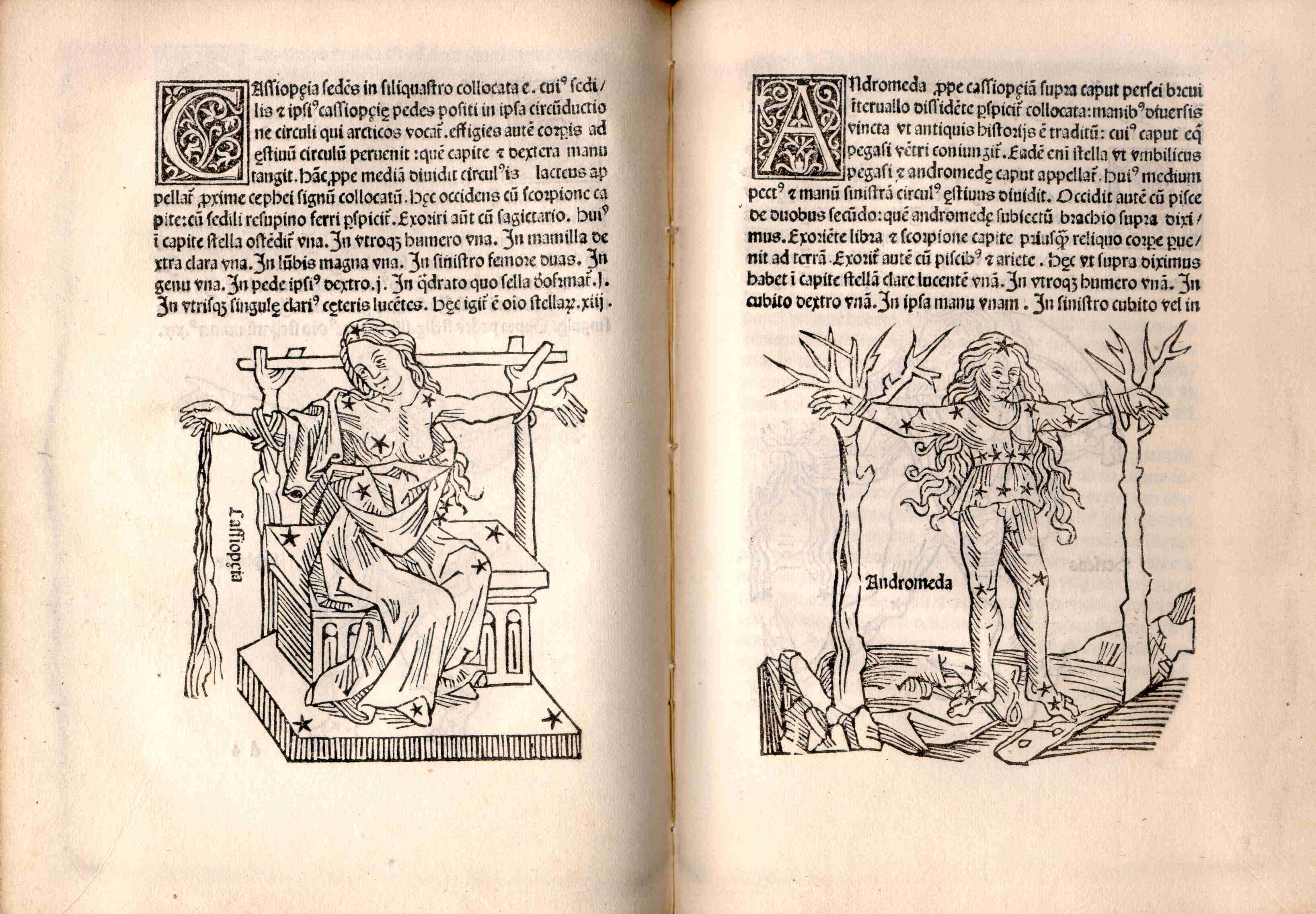
Dos páginas de la edición de Ratdolt de De Astronomica mostrando las xilografías de las constelaciones de Casiopea y Andrómeda. Cortesía de la biblioteca del Observatorio Naval de los Estados Unidos

De Astronomica o Astronomía poética, también conocido como Poeticon Astronomicon, es un libro de historias cuyo texto se atribuye a "Higino", aunque su verdadera autoría se discute. Durante el Renacimiento, el trabajo fue atribuido al historiador romano Higino, que vivió durante el siglo I a. C.. Sin embargo, el hecho de que el libro enumere la mayoría de las constelaciones al norte de la eclíptica en el mismo orden que el Almagesto de Claudio Ptolomeo (escrito en el siglo II) ha llevado a muchos a creer que un Higinus o Pseudo-Higinus más reciente creó el texto.
El texto describe 47 de las 48 constelaciones ptolemaicas, centradas principalmente en la mitología griega y en la mitología romana que rodean las constelaciones, aunque hay cierta discusión sobre las posiciones relativas de las estrellas. La primera impresión conocida fue en 1475, atribuida a "Ferrara".
El De Astronomica no fue publicado formalmente hasta 1482, por Erhard Ratdolt en Venecia, Italia. Esta edición llevaba el título completo de "Clarissimi Viri Hyginii Poeticon Astronomicon Opus Vtilissimum". Ratdolt encargó una serie de xilografías que representaban las constelaciones para acompañar el texto de Higino. Al igual que con muchos otros atlas estelares que lo seguirían, las posiciones de varias estrellas se indican superpuestas en la imagen de cada constelación. Sin embargo, las posiciones relativas de las estrellas en las xilografías tienen poco parecido con las descripciones dadas por Higino en el texto o las posiciones reales de las estrellas en el cielo.
Como resultado de la inexactitud de las posiciones de las estrellas representadas y del hecho de que las constelaciones no se muestran en ningún contexto, el De Astronomica no es particularmente útil como guía para el cielo nocturno. Sin embargo, las ilustraciones encargadas por Ratdolt sirvieron como plantilla de las figuras de las constelaciones para futuros atlas del cielo. El texto, por el contrario, es una fuente importante, y ocasionalmente la única fuente, para algunos de los mitos griegos más oscuros.